# Opatijska riviera
Opatijska riviera je izraz za skupino naselij na vzhodni obali polotoka Istra v okolici Opatije, ki imajo dolgo turistično tradicijo. 
Naselja, razvrščena od severa proti jugu:
- Matulji
- Volosko
- Opatija
- Ičići
- Veprinac
- Ika
- Lovran
- Medveja
- Mošćenička Draga
- Mošćenice
- Brseč